# Campionato Paraibano 2023
Il Campionato Paraibano 2023 è stata la 113ª edizione della massima serie del campionato paraibano. La stagione è iniziata il 7 gennaio 2023 e si è conclusa l'8 aprile successivo.

## Stagione

### Novità
Al termine della stagione 2022, sono retrocesse in Segunda Divisão Atlético Cajazeirense e Lagoa Seca. Dalla Segunda Divisão sono salite Queimadense e Serra Branca.

### Formato
Il torneo si svolge in due fasi: la prima è composta da un girone unico. Le prime quattro classificate di tale girone, accedono alla seconda fase che decreterà la vincitrice del campionato. Le ultime due classificate della prima fase, retrocedono in Segunda Divisão.

## Risultati

### Prima fase
|  | Pos. | Squadra           | Pt | G | V | N | P | GF | GS | DR  |
|  | ---- | ----------------- | -- | - | - | - | - | -- | -- | --- |
|  | 1    | Sousa             | 20 | 9 | 6 | 2 | 1 | 14 | 4  | +10 |
|  | 2    | Treze             | 15 | 9 | 4 | 3 | 2 | 11 | 7  | +4  |
|  | 3    | São Paulo Crystal | 15 | 9 | 4 | 3 | 2 | 7  | 6  | +1  |
|  | 4    | Botafogo-PB       | 15 | 9 | 3 | 6 | 0 | 11 | 6  | +5  |
|  | 5    | Nacional-PB       | 14 | 9 | 4 | 2 | 3 | 11 | 8  | +3  |
|  | 6    | Campinense        | 14 | 9 | 3 | 5 | 1 | 8  | 6  | +2  |
|  | 7    | CSP               | 9  | 9 | 2 | 3 | 4 | 9  | 13 | -4  |
|  | 8    | Serra Branca      | 9  | 9 | 1 | 6 | 2 | 8  | 11 | -3  |
|  | 9    | Queimadense       | 4  | 9 | 0 | 4 | 5 | 6  | 13 | -7  |
|  | 10   | Auto Esporte-PB   | 2  | 9 | 0 | 2 | 7 | 7  | 18 | -11 |

Legenda:
      Ammessa alla fase finale.
      Retrocesse in Segunda Divisão 2024
Note:
Tre punti a vittoria, uno a pareggio, zero a sconfitta.

### Fase finale
|  | Semifinali | Semifinali        | Semifinali | Semifinali | Semifinali |  |  | Finale | Finale | Finale | Finale | Finale |  |
|  |            |                   |            |            |            |  |  |        |        |        |        |        |  |
|  | 3          | São Paulo Crystal | 1          | 0          | 1          |  |  |        |        |        |        |        |  |
|  | 2          | Treze             | 1          | 1          | 2          |  |  | 2      | Treze  | 1      | -      | 1      |  |
|  | 4          | Botafogo-PB       | 1          | 1          | 2          |  |  | 1      | Sousa  | 2      | -      | 2      |  |
|  | 1          | Sousa             | 0          | 5          | 5          |  |  |        |        |        |        |        |  |